# De kans van je leven
De kans van je leven was een spelshow, die in 1999 en 2000 werd uitgezonden bij RTL 4. De presentatie was in handen van Ron Brandsteder met als assistente Valerie Zwikker. Het programma heeft twee seizoenen gelopen. Het programma werd gemaakt in samenwerking met de Nationale Postcode Loterij.
In deze spelshow kregen telkens vier gezinnen de kans om een prijzenpakket naar keuze te winnen ter waarde van vijftigduizend gulden. Om dit prijzenpakket te winnen moest het gezin een opdracht vervullen. De gezinnen werden een week voor de show door Ron Brandsteder verrast met de melding dat ze in de show zaten. Tijdens deze overval werd meteen bekendgemaakt welke opdracht het gezin in de studio moest uitvoeren. Deze opdrachten waren lang niet altijd makkelijk. Zo kon het gezin bv. de opdracht krijgen om vijftig stuivers binnen twee minuten op elkaar te stapelen, of om vijftig hondenrassen uit het hoofd te leren, zodat hij/zij in de studio een daaruit geselecteerd aantal correct kon benoemen. De opdracht moest door één iemand uitgevoerd worden en dit was meestal de vader of moeder van het gezin. Soms kwam het voor dat het hele gezin de opdracht moest doen, bv met het hele gezin tegelijk touwtjespringen. Ook werd bekendgemaakt welke prijzen het gezin had uitgekozen.
Als de opdracht eenmaal bekend was kreeg de vader/moeder of het hele gezin een week de tijd om te oefenen op deze willekeurige opdracht. Hiervoor kregen ze de spullen die nodig waren voor de opdracht een week in bruikleen. Deze werden dan bij ze thuisbezorgd en na een week weer opgehaald om in de studio te worden gebruikt. Het gezin kreeg tevens een camera mee, waarmee ze tijdens het oefenen voor de opdracht moesten filmen. Deze beelden werden in de uitzending getoond, zodat ook de kijker thuis kon zien hoe hard ze aan het oefenen waren voor de opdracht. Dit ging vaak gepaard met veel hilariteit. Na die week moest de vader, moeder of het hele gezin dan in de studio de opdracht tot een goed einde brengen. Hiervoor kregen ze slechts één keer de kans. Lukte de opdracht dan kreeg het gezin het door hen gekozen prijzenpakket ter waarde van vijftigduizend gulden mee naar huis. Mislukte de opdracht dan ging het hele prijzenpakket verloren en was er alleen een hotelbon als troostprijs. Met deze bon kon dan een weekend worden geboekt in een hotel naar keuze. Gemiddeld werd er een op de drie keer gewonnen. 